# Hachirōgata
Hachirōgata (八郎潟, Hachirōgata) é um lago na província de Akita, no norte do Japão. Seu nome formal é Lago Hachirō (八郎湖, Hachirō-ko), mas é também chamado de Reservatório de água regulado Hachirōgata (八郎潟調整池, Hachirōgata chōseichi). Com 4 metros abaixo do nível do mar, Hachirōgata é agora o ponto mais baixo do Japão.
Hachirōgata era o segundo maior lago do Japão depois do Lago Biwa. Extensivos aterramentos começaram em 1957 para produção de colheitas, e a vila de Ōgata foi fundada em terras aterradas em 1 de outubro de 1964. O lago agora tem uma área de 48,3 km² (18º maior do Japão).
Alguns consideram o aterramento um erro, já que o Japão passou a ser incomodado com o arroz excedente logo após a conclusão do aterramento. Outros lamentam a perda de zonas húmidas.
A pesca de conchas shijimi (Corbicula japonica) foi uma indústria próspera, mas ela diminiu quando as águas do lago se tornaram menos salgadas. No inverno as pessoas pescam wakasagi (Hypomesus nipponensis) através do esvaziamento da superfície congelada. Hoje a pesca de black basses atrai turistas até de fora da província, embora alguns suspeitam que espécies nativas estão ameaçadas pela invasão dos peixes estranhos.

## Lenda
De acordo com uma lenda, um homem chamado Hachirō, que foi transformado em um dragão, escolheu o lago como seu lar depois de vagar por muito tempo. Assim o lago foi chamado Hachirōgata (-gata (潟, gata) significa lagoa). Depois ele sentiu-se atraído por uma mulher que era dona do Lago Tazawa, outro lago na província de Akita, e mudou-se com ela. Então o lago Hachirō tornou-se cada vez mais raso.